# Musca fletcheri
Musca fletcheri este o specie de muște din genul Musca, familia Muscidae, descrisă de William Hampton Patton și Senior-white în anul 1924. Conform Catalogue of Life specia Musca fletcheri nu are subspecii cunoscute.